# トータルテンボスのぬきさしならナイト!
トータルテンボスのぬきさしならナイト!は、東北放送（TBCラジオ）で放送されていたラジオ番組。および、ニッポン放送で現在ポッドキャスト配信されているラジオ番組。

## 概要
パーソナリティは、トータルテンボス（大村朋宏・藤田憲右）。
2007年（平成19年）4月から『トータルテンボスののっぴきならナイト!』としてスタートし、2008年（平成20年）4月の改編で番組名を『ぬきさしならナイト!』に変え、放送時間も変えて引き続き放送された。
2010年4月よりポッドキャスト開始となる。
2011年4月 - 6月まで21:55 - 22:00に震災情報 官邸発を内包していた。
2011年3月11日の東日本大震災発生以降、仙台での放送が出来なかったために、4月までは電話での放送となった。
2020年3月23日にTBCラジオ番組での放送は終了したが、2020年5月18日より、TBCラジオ協力のもとニッポン放送制作のポッドキャスト番組『トータルテンボスのぬきさしならナイト! Season2』として復活。タイトルコール、各コーナー、BGM、ジングルはTBCラジオ時代からそのまま引き継がれている。
2021年10月4日からはこの日から配信開始した「オールナイトニッポンPODCAST」の番組の1つとして放送されている。

## 放送時
- トータルテンボスののっぴきならナイト!（イキナリ!枠）

2007年4月3日 - 2008年3月19日：水曜日23:30 - 翌日1:00
- トータルテンボスのぬきさしならナイト!

2008年4月7日 - 2014年3月31日：月曜日21:30 - 23:00
2014年4月7日 - 2020年3月23日：月曜日22:00 - 23:00
- トータルテンボスのぬきさしならナイト! Season2（ポッドキャスト番組）

2020年5月18日 - ：月曜日18:00 配信

## コーナー
- 前説（おくとぱす85やオコチャが隔週で登場しての前説（録音））
- 俺らの周りのハンパねぇ
- ぬきさし!メールクラブ
『村っこクラブ』や『アフロクラブ』（今[いつから?]は『藤っこクラブ』『おっぱいクラブ』）のどちらかに入会できる。
- ケータイ川柳
- 宣教師ザビエーる
- しゃにむに写メール
- 悩みぶつけてかまわんよ
- 合わせましょう!!
- 妄想パラダイス
- あるある
- 私の場合
- クイズ!作りましょう